# Serious Sam
『Serious Sam』（シリアス・サム） は、クロアチアのCroteamによって開発されたファーストパーソン・シューティングゲームシリーズ。日本ではサイバーフロントより発売されている。

## 概要
人類の未来を託された世界一勇敢な男、サム“シリアス”ストーンが、大量のモンスターを銃火器でなぎ倒す爽快なシューティングアクションゲームである。
製作者自身がこのシリーズはDOOMのオマージュである（大量の敵をとにかく吹っ飛ばしつつ、探索していくというスタイルがDOOM（1 - 2）やQuake（1 - 2）と共通）と述べているが、DOOMをはじめとした他のベストセラーFPSゲームとの最大の違いはギャグテイストの有無にあるといえる。「シリアス」の名と裏腹に、The Second Encounterの国内公式サイトには「サムはセーブとロードを繰り返し」といった表現が見られ、作品中では雄たけびをあげながら両手に爆弾を持って突っ込んでくる上半身裸の首無し人間のような敵キャラクターが大量に主人公に襲い掛かってくる（この敵の名前は「カミカゼ」である）。
このゲームがなければDOOM3とQuake4はかつてと同じスタイルになったといわれるほど、FPSの元祖であるid softwareに与えた影響も大きい（DOOM3のスタイルがDOOM1&2と180度変わった事について、idのスタッフ側が「DOOMがやりたければSerious Samがあるしね！」と答えるほど）。
スコアの概念が存在し、ステージクリア後にリザルトが表示され、ハイスコアが記録されるなど、アーケードゲームを意識したデザインになっているのも特徴。このシステムはシリーズ全般に採用されている。

## シリーズ
このゲームは元々、当初の予定では3エピソード全45ステージという設定だったが、ネット上で公開したデモが予想以上に好評だったため、本来ならあと1 - 2年後に発売する予定だったものを変更して、ストーリーを3つのエピソードに分けて別々のパッケージで発売するという経緯を経ている。

### Serious Sam The First Encounter
古代エジプトがゲームの舞台となっている。2001年発売。数々の賞を受賞した。
- Game of the Year (PC) (2001) – GameSpot[1]
- Editor's Choice – IGN[2]
- Outstanding Achievement in Technology (2001) – IGN Action Vault[3]
- Surprise of the Year (2001) – IGN Action Vault[3]

### The Second Encounter
2002年発売。2つ目のエピソードに当たる作品。新たな武器、敵キャラクターが追加されている他、プレイヤーを一時的に強化する三種類のパワーアップアイテムが加わっている。今作では舞台のバリエーションが増えており、マヤ文明、古代バビロニア、中世ヨーロッパの三つの時代をタイムトラベルし、敵の本拠地へ向かう為の聖杯を求め、戦いを繰り広げる。

### Serious Sam
2002年にXboxで発売。First EncounterとSecond Encounterを一つにまとめ、再構成して製作された作品。システムが変更され、よりアーケードゲームを意識した作りになっている。また、その他の新要素や変更点も多い。日本国内では未発売。

### Serious Sam HD: The First Encounter
Serious Engine 3を使ったリメイク作品。2009年にPC版、2010年にはXbox Live Arcade版が発売された。グラフィックは大幅にパワーアップしており、細かな変更点は多いが、基本はオリジナル版を忠実に再現している。

### Serious Sam HD: The Second Encounter
前作と同じくSerious Engine 3を使ったリメイク作品。2010年にPC、Xbox Live Arcadeで発売された。

#### 登場武器
Military Knife
初期から装備している武器。威力はそこそこあるが、接近しないと当たらない。
Colt Shofield. 45w/TMAR
リボルバー。ナイフ同様初期から装備している武器。ゲーム序盤ですぐにもう一丁入手することができ、2丁拳銃で装備することが可能。弾薬は無限だが、威力は低く、6発撃つ毎にリロードが行われるため、耐久力の高い敵との戦いには向かない。
12ゲージ ポンプアクション・ショットガン
ショットガン。連射力は高くは無いが、攻撃力はそこそこあり、近距離ほど威力は高くなる。
2連装コーチガン
中折れ式の2連散弾銃。一射ごとにリロード動作が入るため連射力は低いものの、2発同時に撃ち出すことでショットガンの倍の攻撃力を持つ。
M1-A2 Thompson Submachin Gun
マシンガン。1発1発の威力は低いものの、連射力が非常に高く、集団戦では頼れる武器。連射速度は毎分600発。
XM214-Aミニガン
ミニガン。マシンガンよりさらに連射力が高く、毎分1200発とThompsonの2倍を誇る。射撃開始までのタイムラグと弾薬の消費量が早いので使いどころを考える必要がある。様々な状況に対応できる火力を持つ。
XPML21ロケットランチャー
ロケットランチャー。弾速は遅く、攻撃力は中位。大型の敵に有効。爆風には注意する必要がある。
MK III Grenade Launcher
グレネードランチャー。放物線を描くグレネードを放つ。爆風はロケットランチャーの2倍程度。溜め撃ちすることで、飛距離が増すのが特徴。
XL2レーザーガン
レーザーガン。強力なレーザー弾をマシンガンのように放つ。発射速度はThompsonと同じ。
SBCキャノン
大砲。非常にシンプルな武器で、爆発する砲弾を放つ。また、ほとんどの敵を貫通するため、一発で多くの敵をなぎ倒すことが可能。溜め撃ちすることで威力、飛距離がさらに増す。
'Bonecracker' P-LAH Chainsaw
チェーンソー。Second Encounterから登場。接近武器でリーチは近距離武器の中でも長く、攻撃力はやや高い。
XOP Flamethrower
火炎放射器。Second Encounterから登場。ナパーム燃料を噴射させる。炎で敵に継続ダメージを与える。
「RAPTOR」16mmスナイパーライフル
スナイパーライフル。Second Encounterから登場。威力はかなり高いが銃弾はほとんど落ちていない。中距離 - 遠距離にいる敵に有効。
SERIOUS BOMB
Second Encounterから登場。いわゆるボムに相当する武器。広範囲にいる敵を一撃でまとめて倒すことができる。最大3個まで持つことが可能。当然ボスには効かず、ダメージを与えることも出来ない。Second Encounterでは各時代クリア後、それまで入手した武器や弾薬はリセットされるが、この武器は持ち越すことができる。
C4デモリション・チャージ
C4爆弾。BFEから登場。リモート爆弾としても使用できる他、バイオメカノイドのメジャー型やスクラップジャックなどの強敵であってもC4を敵に付着させた上で爆破すれば一撃で倒すことが出来る（クヌムは三回必要）。ただし、爆発に巻き込まれやすいので一定の距離をとった上で起爆する必要がある。

#### 敵キャラクター（BFEの敵も含む）
首なしロケット射手(Beheaded Rocketeer)
斬首刑に処された古代戦士のゾンビ兵。魔術とテクノロジーの力で活動している。紫色のシャツを着ており、左手に落とされた自身の首を持っているのが特徴。右手に装備した銃から光弾を放ってくる。場所によっては大量に出現する場合があり、放っておくと足をすくわれる。
Beheaded Firecracker
赤いシャツを着た兵士。左手に持った自身の首を改造した銃から地を走る弾を5つ広範囲にばら撒いて攻撃してくるがジャンプしてかわせば問題ない。右手にはカギ爪の付いた銃のような武器を持っているが使用してこない。Rocketeerのように大量に出現しないが、放っておくと足をすくわれる。
Beheaded Bomber
緑のシャツを着た兵士。やや威力が高い爆弾をひたすら投げてくる。倒すと倒れた後爆発するのでそのまま退避した方が良く接近戦に持ち込むのは禁物。粉砕するような強力な武器だと倒した瞬間に爆発するので注意する必要がある。
首なしカミカゼ(Beheaded KAMIKAZE)
両腕に爆弾を持ち叫び声を上げながらプレイヤー目掛け自爆特攻してくる。首なしロケット射手同様斬首刑に処された古代戦士のゾンビ兵である。動きが素早く、接近されるとダメージを回避できないと中々の強敵。Second Encounterからは火炎放射器が追加されているので、火を少し浴びせれば動きが止まりそのまま焼死させる事が出来る。
クレアスケルトン(Kleer Skeleton)
馬のような骸骨。角が生えた頭部、鎌のような腕、蹄が特徴。パカパカと足音を立てながら素早い動きで接近し、跳びかかってきたり、鉄球のような武器を投げてくる。ほとんどの場所で大量に出現し多いときには30 - 50匹くらい出現することもある。
グナール 雄(Male Gnaar)
一つ目の顔に手足が生えたような姿をした不気味だがユーモラスなモンスター。接近して殴ってくる。手足を引っ込めて浮遊し、大きな口で噛み付いてくるタイプも存在する。中には半透明の状態で不意打ちを仕掛けてくる固体もいる。
グナール 雌(Female Gnaar)
雌のグナール。雄のグナールとは体色が異なる他、若干体格が大きく、攻撃力、耐久力が雄よりも高い。それ以外の特徴は雄と同じ。
Mash-Hopper From Rigil Kentaurus
不気味なカエルのモンスター。体当たりして破裂し毒液を撒き散らす。耐久力は無く、一体一体は弱いが、集団で現れると非常に手強い存在。Second Encounterではチェーンソーが登場したため簡単に対処できるようになった。Secretではオブジェに化け、レーザーガンで攻撃してくるものもいる。
Reeban Electro-Fish
巨大な魚のモンスター。水中に現れ、強力な電撃で攻撃してくる。陸に上がってくることもあるが、この場合は一定時間経つと死んでしまう。
シリウスワーブル(Sirian Werebull)
猛牛のような古代生物。猛スピードで突進し、体当たりを受けるとそのまま吹っ飛んでしまう。高い耐久力を持ち、集団で現れると脅威的な存在である。
スキタイ魔女ハーピー(Scythian Witch-Harpy)
ハーピー。上空に現れ、魔法弾のような飛び道具を放つ。接近時にはキックを浴びせてくる（魔法弾攻撃より威力が高い）。地上に降りてくることもある。Second EncounterではKAMIKAZEを運んでくるものもいる。倒す際はマシンガンやミニガン、上空から塊になっている時はグレネードランチャーが有効。
Juvenile Arachnoid
サソリ型のエイリアン。プレイヤーを発見すると甲高い鳴き声を上げ、右手に装備したチェーンガンで攻撃してきたり、接近時にはシッポで突き刺してくる。チェーンガン攻撃は1発1発は威力は低いものの、物陰に隠れない限り確実にこちらに命中してくる。また、かなりの遠距離から狙撃してくることもある他、中には子猫サイズの物も存在しており、これらはどこから撃って来たのか索敵しにくい。
サソリ型、成体(Adult Arachnoid)
Juvenileよりも大きく、体色が赤い成体のサソリ型。攻撃パターンは同じだが、攻撃力、耐久力はさらに高い。その反面体が大きくどこにいるかがすぐに特定出来る為対処はしやすい。
Aludran Reptiloid Common
緑色の皮膚に四本腕と、頭に大きな角を持つAludran Reptiloidの量産型で屈強なエイリアン。緑色のホーミング弾を放ってきたり、接近時には殴ってくる。ホーミング弾は破壊可能で、どんな攻撃でも一発当てればすぐに打ち消すことが出来る。1対1で勝負する場合はリボルバー拳銃でも対処できる為弾が少ない場合はリボルバー拳銃で倒すのも手。Arachnoid同様、かなり遠い場所からでも攻撃を仕掛けてくる。
Aludran Reptiloid Highlander
オレンジ色のReptiloid。オレンジ色の弾を放つ。非常に巨大で、攻撃力、耐久力は非常に高いが、登場数は少なく、中ボスとして登場することが多い。
バイオメカノイド マイナー型(Bio-Mechanoid Minor)
青い巨大な頭脳と機械のボディを持つ二足歩行のサイボーグモンスター。両腕に装着されたパルスレーザー砲で攻撃してくる。
バイオメカノイド メジャー型(Bio-Mechanoid Major)
赤いバイオメカノイド。マイナーより動きは若干鈍いが、ボディはさらに大きく、ロケットランチャーで攻撃してくる。ロケット弾はスピードがやや遅く、撃ち落すことが可能だが2発連続で飛んでくる上、威力も非常に高い（体力が100あってもアーマー無しで直撃すれば即死する事もある）。また死に際に必ずロケット弾を一発放ってくる。
Lava Golem
灼熱の溶岩で形成されたゴーレム。サイズが異なる三種類が存在し、最も巨大なタイプは中ボスとして登場する。火炎弾（破壊可能）を投げつけたり、近距離だと腕を叩きつけてくる。火炎弾攻撃はプレイヤーの移動地点を予測して投げつけてくる。最も小型のタイプを除いた二種類は、倒すと一段階小さいタイプへと数体に分裂する。火炎放射器は効かない。
Zorg Mercenary from Beelmez IV
Second Encounterから登場。全身の筋肉が剥き出しのトカゲのようなエイリアン兵。レーザーガンを装備しており、スピードの速いレーザー弾を連射してくる。Beheaded Rocketeerに替わって基本となる敵として多く出現する。大量に出現し一斉射撃されると足をすくわれる。
Zorg Commander from Beelmez IV
Second Encounterから登場。Zorgの指揮官。Mercenaryとは違い皮膚があり、体格も若干大きい。改良型レーザーガンを装備しており、レーザー弾を5つ広範囲に放ってくる。Mercenaryのように大量に出現することはなく、登場数は多くない。
Cucurbito The Pumpkin
Second Encounterから登場。カボチャ頭の怪人。筋肉質でオーバーオール姿が特徴。猛スピードでチェーンソーを振り回しながら突進し、斬りつけてくる。
Zumb'ul from planet Ras-ad-nyk
Second Encounterから登場。頭頂部に一本、顎に二本の大きな角が生えた大柄なエイリアン。両手に装備したプラズマ砲からスピードの速いプラズマミサイルを同時に放ち攻撃してくる。
Fiendian Reptiloid Demon
Second Encounterから登場。赤い悪魔のような姿をしたReptiloidの亜種。登場数は少ないが、高い耐久力を持ち、破壊不能かつ弾速の速い強力な火炎弾を放つ。翼を持つが、飛ぶことはない。
Static Cannon
Second Encounterから登場。中世のマップにのみ出現する自動砲台。車輪が付いたタイプも存在するが、移動はしない。攻撃力の高い砲弾を放つ。
Aludran Reptiliod, Highlander's Bride
Second Encounterから登場。Highlanderよりもさらに巨大な白いReptiliod。雑魚敵の中では最も巨大で、Secretにしか登場しない。攻撃パターンはHighlanderと同じ。
Kukulkán, The Wind God
Second Encounterマヤ文明編のボス。赤い竜巻のような姿をした風神。大きいタイプと小さいタイプの二種類の竜巻による攻撃を行う。前者は触れてもダメージは受けないが、大きく上空へ吹き飛ばされてしまう（プレイヤーだけでなく、他の雑魚敵やロケット、レーザー弾など特定の飛び道具までも吹き飛ばしてしまう）。後者は弾のように飛ばしてプレイヤーにダメージを与えてくる（威力は低い）。ボス自体はさほど強くは無いが、戦闘中は大量の雑魚敵が護衛として現れる。
Exotech Larva
Second Encounter古代バビロニア編のボス。巨大な幼虫のような姿をしたサイボーグモンスター。常に天井にある移動装置に吊り下げられており、動きは鈍い。ダメージを受けるとフロア内の四方にあるジェネレーターを利用して体力を回復するため、まずはこれらを破壊する必要がある。機械の両腕からバウンドするエネルギー弾や、爆発する小型の分身（破壊可能）を放って攻撃してくる。ある程度ダメージを与える毎に腕が破壊されていき、両腕を失うと攻撃が第二段階に移り、背中の発射装置から光線を放ってくる。この攻撃は見てから避けるのはほぼ不可能な上、非常に威力が高いが、発射前に必ずボスが鳴き声を上げるのでその隙に身を隠せば問題ない。
アンタレス蜘蛛(Antaresian Spider)
BFEから登場。蜘蛛の様な姿をしたモンスター。赤みがかった雛とより大きなグレーの未成体の二種類が登場する。尻尾から分泌される毒液を飛ばしたり顎でかみついたりして攻撃を行う。雛と未成体どちらに対しても即死攻撃を行える。
砂クジラ(Sandwhale)
BFEに登場する巨大なクジラのようなワーム。砂漠地帯に出現し普段は地中に潜みエリア外に出たプレイヤーを飲み込む。倒すことはできない（核兵器以外は通用しないとされている）が、ラストボス戦で大きな手助けになる
テクノポリプ(Technopolip)
BFEに登場する敵。攻撃ヘリコプターに寄生するモンスター。「隠れ場なし」のボスとしても登場。人間が操作するのと同じようにヘリを飛ばすことができ、搭載兵器のミニガンやミサイルで攻撃してくる。一定の再生能力があるため、小火器ではダメージを与えられず撃墜するにはロケットランチャーなどの重火器が必要になる。
オーリガン洞窟デーモン(Aurigan Cave Demon)
BFEに登場する敵。他の敵の様に突進攻撃は行わず、柱に潜み機を見て飛び掛かり攻撃を行ってくる。強敵ではないが、常に複数で出現するうえ柱の間を頻繁に飛んで移動するため正確な場所を掴みにくく掃討に時間がかかる。鳴き声や行動からサムはこの敵を「スペースモンキー」と呼んだ。
クヌム(Khnum)
BFEに登場する敵。「太陽の発掘」のボスとしても登場。二本の角がある頭とひづめの足が特徴の巨大な敵で、皮膚はとても固く銃弾を跳ね返すため通常の銃ではダメージを与えられない。倒すにはC4爆弾、ロケットランチャーなどの爆発系の武器やキャノン砲が必要となる
アルコア級戦艦(Alcor Class Warship)
BFEに登場する敵(兵器)。 「鉄の雲の下で」と「地下世界の力」のボスとして登場。メンタル軍の基本的な宇宙船で地表を焼き払うレーザービームで攻撃してくるほか、船体の専用ポートから最大20体のグナールやカミカゼといった敵をテレポートビームで地上に送り込んでくる。装甲は強靭で船体外部を攻撃しても無意味だが、ポート内部は装甲がないので敵を送り込む際にポートが開くのでその間にキャノン砲やロケットランチャーで攻撃すればダメージを与えられる。船体にはAIが搭載されており危険な状態になると自動でワープして脱出するため一度目の戦いでは逃げられてしまうが二度目ではワープが間に合わずに墜落する。
スクラップジャック(Scrapjack)
BFEに登場する敵。両手にロケットランチャーを装備している。巨体のため動きは遅いがロケットの速度はバイオメカノイド メジャー型と比べかなり速く、近距離ではロケットの直撃を食らいやすい。重火器で継続して攻撃すれば一時的に気絶するので顔をもぎ取る即死攻撃を行うことができる。DLC「ナイルの宝石」ではかなり巨大になった姿でラストボスとして登場するが、両手の装備はキャノン砲とハンマーに変更されより強力になった上に体力が本編ラスボスのウグザン IVの5倍以上あるため倒すのが非常に困難である。ただしC4爆弾は一定のダメージを与えられるため、実質的に対抗できる唯一の武器となっている。
魔女、アクリマンの花嫁(Witch-Bride of Achriman)
BFEに登場する敵。「暗黒の花嫁」のボスとしても登場。人間の女性型の敵で常に空中を浮遊しており、攻撃の度にテレポートを行う。遠方から短時間サムを空中に持ち上げダメージを与える念力攻撃を行うが、拘束の際は移動はできないばかりかエイムスピードも極端に落ちるので他の大勢の敵との戦闘中に現れればそれらの敵からも攻撃を受けるリスクがかなり高まるため大きな脅威となる。ただし視界に入らなければ攻撃は受けないので、室内にいれば完全に回避でき、壁を背にするだけでも出現箇所を限定できるので発見し対処しやすくなる。攻撃は念力を使い始めた時しか通じないが一定量のダメージを与えればテレポートを行い念力は解除される。
ウグザン IV(Ugh-Zan IV)
BFEのラストステージ「時の守護者」のボス（ラスボス）。強力な再生能力を有しているためキャノン砲含め通常手段では殺すことはできない。そのため地上にあるジェットパックとポールを装備し空中に上昇したうえで、砂クジラと取っ組みあっている最中に背中にポールを突き刺さなければならない。ポールが避雷針となり雷が直撃することでダメージと再生能力が一時停止するためポールを複数刺したうえで、再生能力が回復する前にキャノン砲などで一気に仕留めるのがセオリーとなる。

## 続編

### Serious Sam II
2005年にPC、Xboxで発売。3つ目のエピソードに当たる作品。Serious Engine IIを使い発売されたため、タイトルは3rd Encounterでは無くなっている。Xbox版は日本国内では未発売。今作ではカートゥーン調の強いグラフィックになっており、それまでのシリーズとは雰囲気が大きく異なっている。舞台も様々な時代をタイムトラベルするのでは無く、魔法の国やミクロの世界といったファンタジックな世界（惑星）を旅していくというものになっている。

### Serious Sam 3: BFE
日本ではズーより2011年にPCで発売。2012年には拡張パック作品「ナイルの宝石(Jewel of the Nile)」がDL販売された。
2013年には本編に加えJewel of the Nile、旧HD二作品、Serious Sam:Double Dを収録した「The Serious Sam Collection」がXbox 360で発売されている（日本国内未発売）。
サブタイトルのBFEは「Before (The) First Encounter」の略で、First Encounterに至るまでの経緯が描かれたストーリーとなっている。

### Serious Sam 4
2020年9月にPC版とGoogle Stadia版が発売された。PS4/Xbox one版は2021年発売予定。本作は『シリアス・サム3: BFE』の前日譚であり、地球防衛軍の部隊を率いるシリアス・サムが地球に侵略してきたメンタルの軍勢と戦うストーリーとなっている。

## 外伝的作品

### Serious Sam Next Encounter
2004年にPlayStation 2、ニンテンドー ゲームキューブで発売。コンソールオリジナル作品で、Climax Entertainment開発。日本国内では未発売。古代ローマ、古代中国、アトランティスを舞台に戦う。

### Serious Sam Advance
2004年にゲームボーイアドバンスで発売。Next Encounter同様、コンソールオリジナル作品で、Climax開発。日本国内では未発売だが、日本のゲームボーイアドバンスやニンテンドーDSでもプレイ可能。古代ローマ、古代エジプトが舞台。

### Serious Sam:The Random Encounter
2011年にPCで発売されたアクションRPG。ダウンロードのみの販売。Vlambeer開発。

### Serious Sam:Double D
2011年にPCで発売された2D横スクロールアクションシューティングゲーム。Mommy's Best Games開発。

## VR作品
以下に紹介する作品はバーチャルリアリティ(VR)プレイ用に新規製作・移植されたものである。そのため、プレイするにはゲームに対応するVR機器が必要であり、2018年3月時点ではHTC Vive、Oculus Rift、Windows Mixed Realityに対応している

### Serious Sam VR: The Last Hope
シリアスサムシリーズ初のVR作品。2016年10月18日からアーリーアクセス版がSteamでリリースされ2017年9月21日に正式発売された。開発は本編も手掛けたCroteam。過去シリーズと違い移動などはなく同じ場所で敵を迎え撃つ形となっている。

### Serious Sam VR: The First Encounter
2017年3月31日発売。Serious Sam The First EncounterのVR化作品であり、最新のエンジン「Serious Engine 2017」を利用して製作された。移植作品であるので「The Last Hope」と異なり自由に移動できる(移動方法はパッドorテレポートのどちらかを選ぶ)が、二種類の武器を同時に持てたり重火器のリロードが廃止されたりと一部に変更が加えられている。

### Serious Sam VR: The Second Encounter
2017年4月4日発売。Serious Sam The Second EncounterのVR化作品。

### Serious Sam 3 VR: BFE
2017年11月10日発売。シリアスサム3: BFEのVR化作品。